# Santa María Totolapilla
Santa María Totolapilla là một đô thị thuộc bang Oaxaca, México. Năm 2005, dân số của đô thị này là 878 người.